# Sumitomo Metal Industries
Sumitomo Metal Industries (Japans: 住友金属工業株式会社, Sumitomo Kinzoku Kōgyō Kabushiki-gaisha) was een Japans staalbedrijf. Het was een onderdeel van de Sumitomo Group voor het in 2012 opging in Nippon Steel.

## Activiteiten
Sumitomo had drie grote staalcomplexen in Japan, bij Kashima, Wakayama en Kokura. Hier werden stalen platen voor onder meer de scheepsbouw en bruggen, plaatstaal voor de auto-industrie en witgoed en profielstaal voor de bouw gemaakt.
Enkele kleinere fabrieken maakten eindproducten als buizen en trein-, auto- en machine-onderdelen. Nagenoeg alle treinwielen in Japan werden door Sumitomo gemaakt. De stalen buizen waren voor de olie- en gasindustrie en fabrieksinstallaties bestemd.
Een vierde complex bij Joetsu produceerde roestvast staal en titanium. Titanium werd geleverd aan onder meer de lucht- en ruimtevaartsector.
Daarnaast had Sumitomo sinds 2007 een eigen thermische centrale op steenkool bij Kashima die 500 MW leverde aan energieleverancier TEPCO.

## Geschiedenis

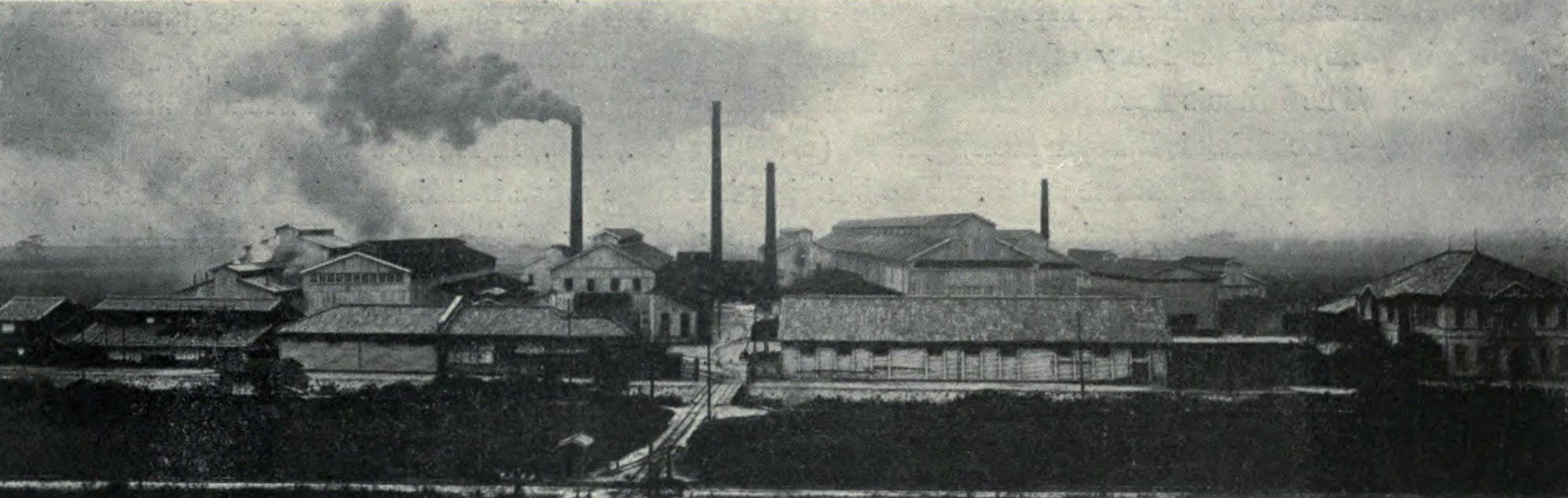
Sumitomo's eerste staalgieterij ca. 1910

De wortels van moederconcern Sumitomo Group gaan terug tot de 16e eeuw. In 1897 begon Sumitomo een koperonderneming in Osaka. In 1901 werd ook een staalonderneming begonnen. In 1935 fuseerden de twee metaalbedrijven tot Sumitomo Metal Industries. Na de Tweede Wereldoorlog veranderde het bedrijf zijn naam in Fuso Metal Industries. Vanaf september 1949 noteerde het op de Beurs van Tokyo en de Beurs van Nagoya. Na het einde van de Japanse bezetting door de geallieerden in 1952 werd de oude naam weer aangenomen. In 2005 bundelde het bedrijf zijn krachten met de Japanse sectorgenoten Nippon Steel en Kobe Steel.
In 2006 was het naar productie de op zeventien na grootste staalproducent ter wereld met 13,6 miljoen ton. In de periode 2008-2011 produceerde het bedrijf gemiddeld zo'n 12 miljoen ton staal per jaar.
In oktober 2012 fuseerde het bedrijf met Nippon Steel. De combinatie ging verder onder de naam Nippon Steel & Sumitomo Metal. Het was de grootste fusie in tien jaar tijd in de Japanse staalsector. De combinatie had een productiecapaciteit van circa 50 miljoen ton staal en stond hiermee destijds op de tweede plaats in de wereld, na ArcelorMittal. In 2009 produceerden ze samen 37,5 miljoen ton staal. In 2019 werd de naam gewijzigd in Nippon Steel Corporation.